# Одинцово (городской округ Домодедово)
Одинцово — деревня в Московской области. Входит в городской округ Домодедово.

## География
Расположена у западных окраин города Домодедово, в 5 км к юго-западу от его микрорайона Востряково.

## История
До 20 августа 1960 года деревня Одинцово входила в Судаковский сельсовет, переименованный в Одинцовский сельсовет после переноса центра из деревни Судаково в центральную усадьбу совхоза «Одинцово-Вахромеево».
С 1960 до 1994 года деревня входила в Одинцовский сельсовет, с 1994 до 2007 года — в Одинцовский сельский округ Домодедовского района.
11 марта 2009 года в состав деревни Одинцово был включён посёлок Ильинское Лесничество Домодедовского района.

## Население
| 2002 | 2010 |
| ---- | ---- |
| 105  | ↗136 |

## Достопримечательности
- Усадьба Одинцово-Архангельское